# Hasparren
Hasparren (baskisch Hazparne) ist eine französische Gemeinde mit 7.615 Einwohnern (Stand: 1. Januar 2022) im Département Pyrénées-Atlantiques in der Region Nouvelle-Aquitaine. Sie gehört zum Kanton Baïgura et Mondarrain. Die Einwohner heißen Haspandards.

## Geografie
Hasparren gehört zur historischen Landschaft Labourd. Die Quellen des Ardanavy sowie der Suhihandia liegen im Gemeindegebiet.
Umgeben wird Hasparren von den Nachbargemeinden Briscous und Urt im Norden, Ayherre und La Bastide-Clairence im Osten, Macaye, Mendionde und Bonloc im Süden sowie Cambo-les-Bains, Halsou, Jatxou und Mouguerre im Westen.

## Geschichte

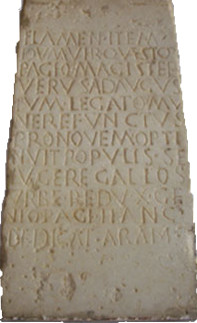
Römische Stele

Bekannt geworden ist Hasparren durch die römische Stele aus dem 2. nachchristlichen Jahrhundert, die in der Kirchenmauer verwendet wurde. 

### Bevölkerungsentwicklung
| Einwohner     | 5224 | 5048 | 5081 | 5303 | 5399 | 5477 | 5742 | 6139 | 7173 |
| Quelle: INSEE |      |      |      |      |      |      |      |      |      |

## Kultur und Sehenswürdigkeiten

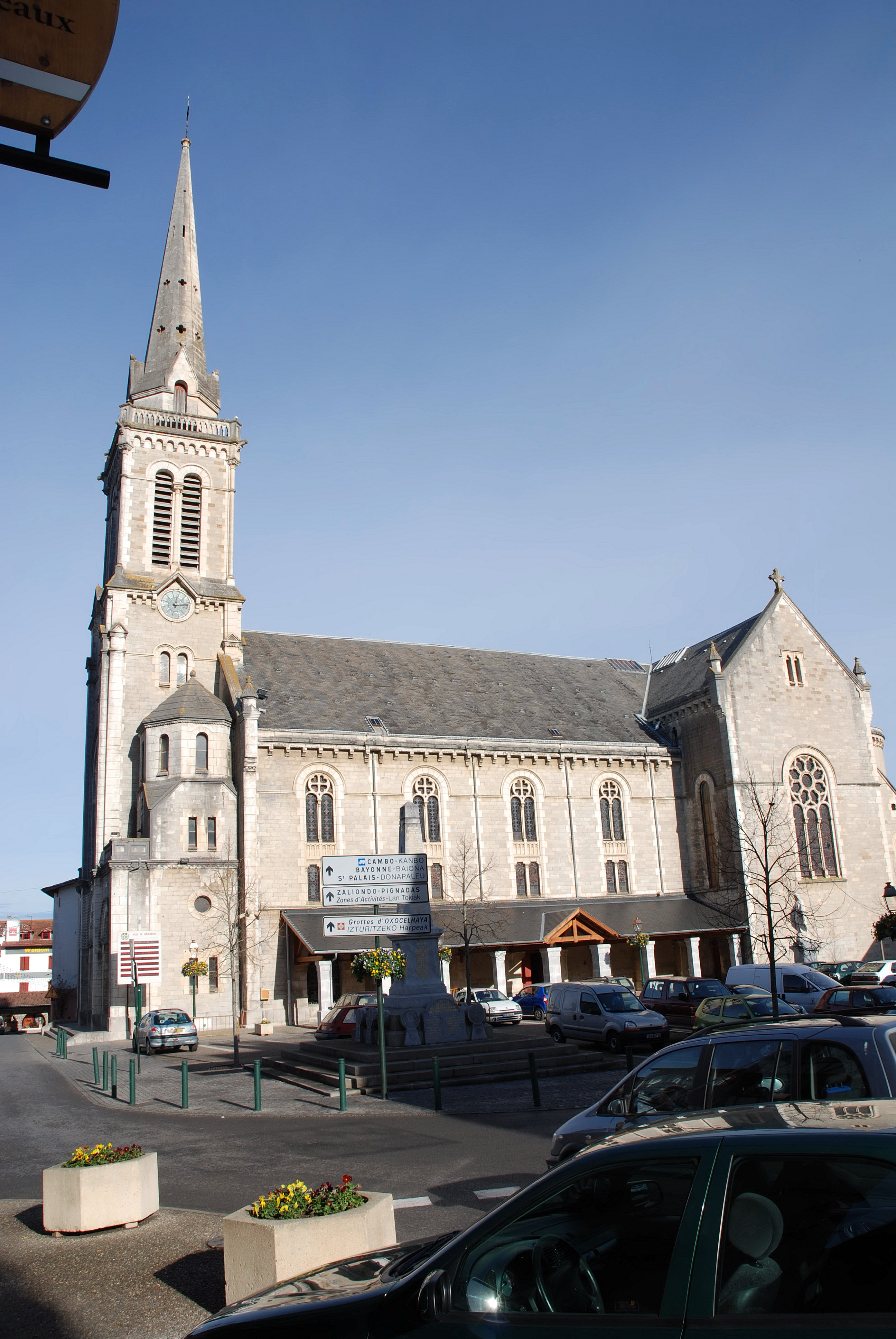
Kirche Saint-Jean-Baptiste

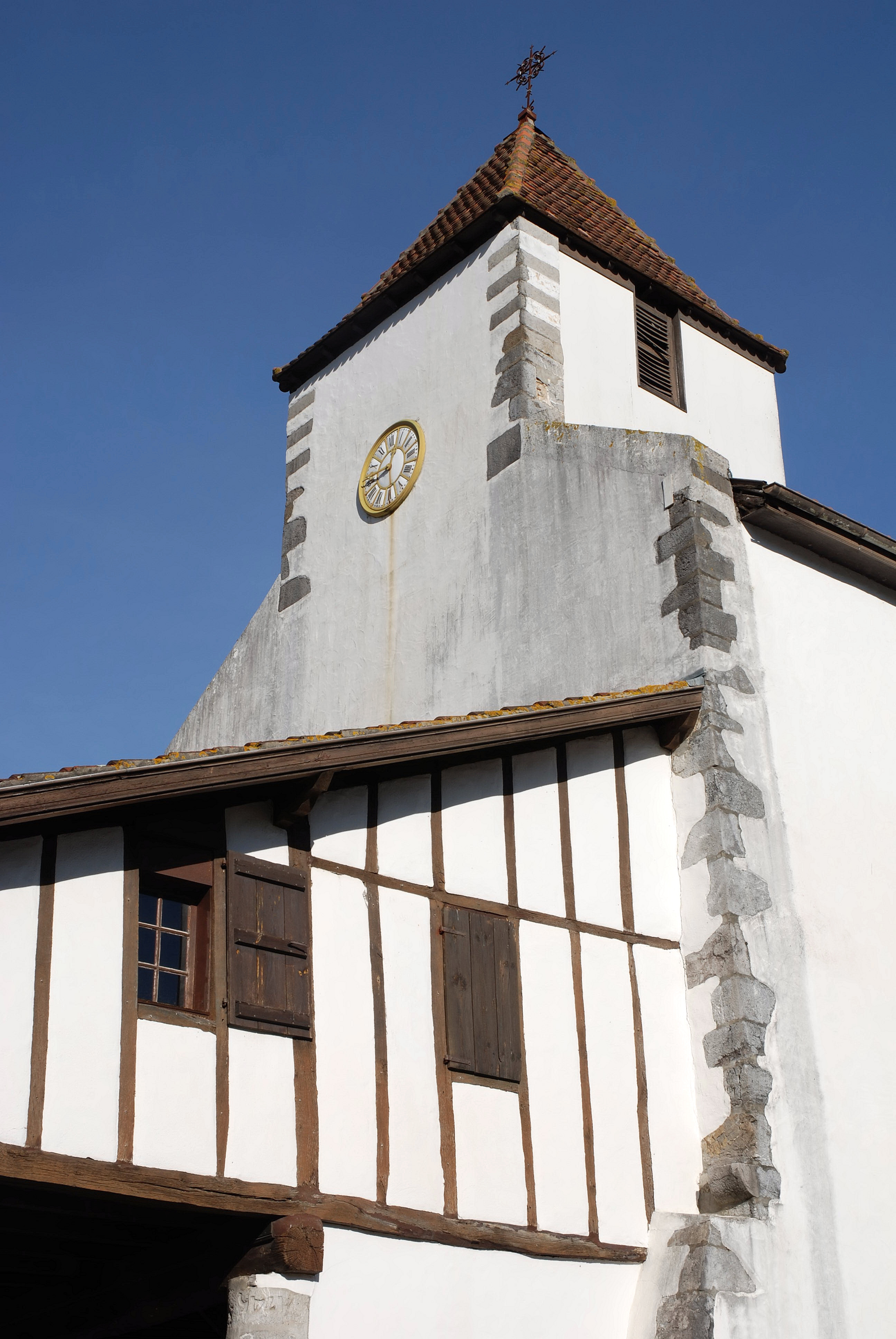
Kirche Saint-Joseph in Urcuray

- Die Kirche Saint-Jean-Baptiste, errichtet zu Teilen im 16., 17. und 19. Jahrhundert
- In der Ortschaft Urcuray befindet sich die Kirche Saint-Joseph
- Kapelle Notre-Dame du Sacré-Coeur, seit 2011 Monument historique

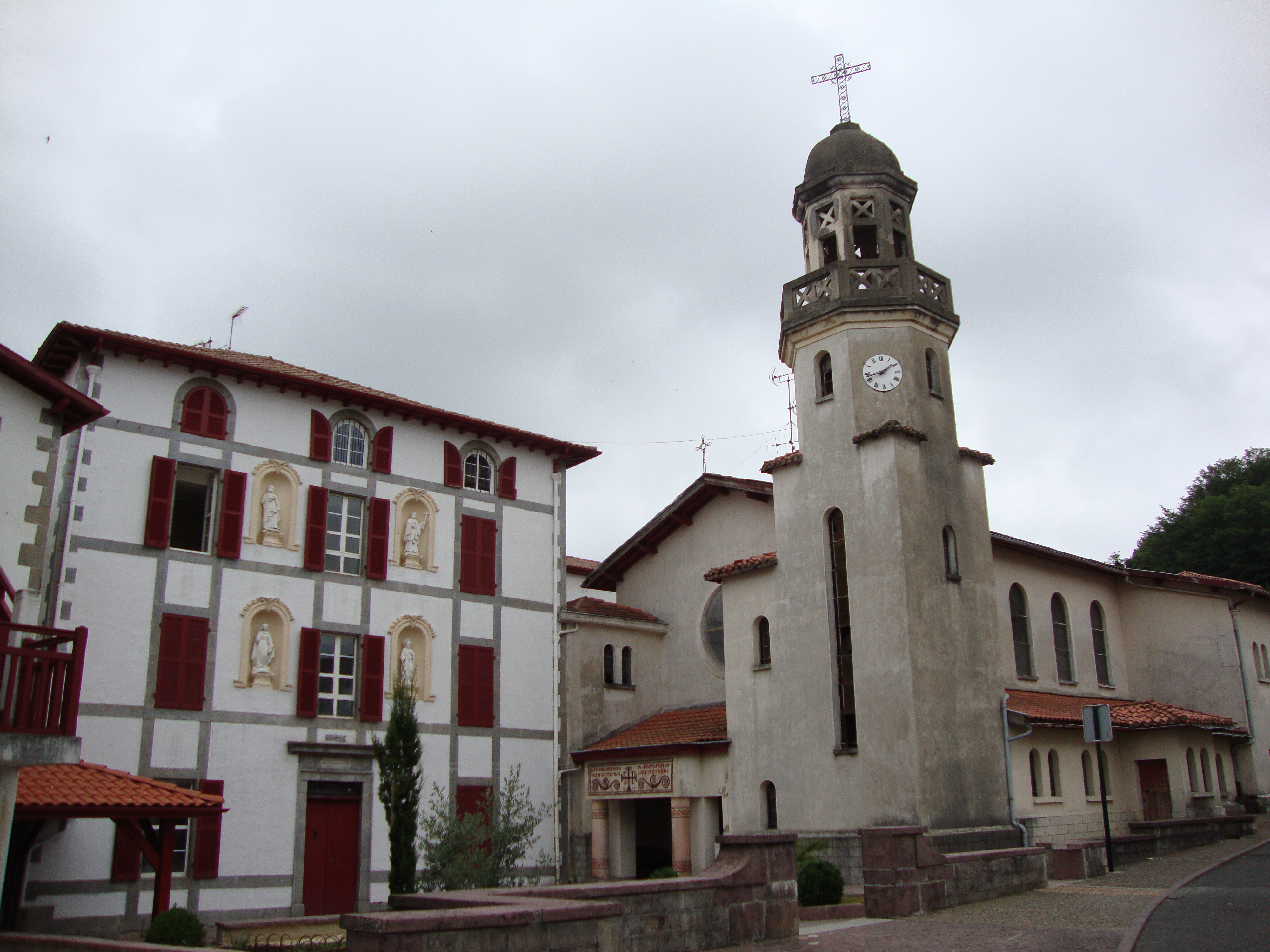
Kapelle Notre-Dame du Sacré-Coeur
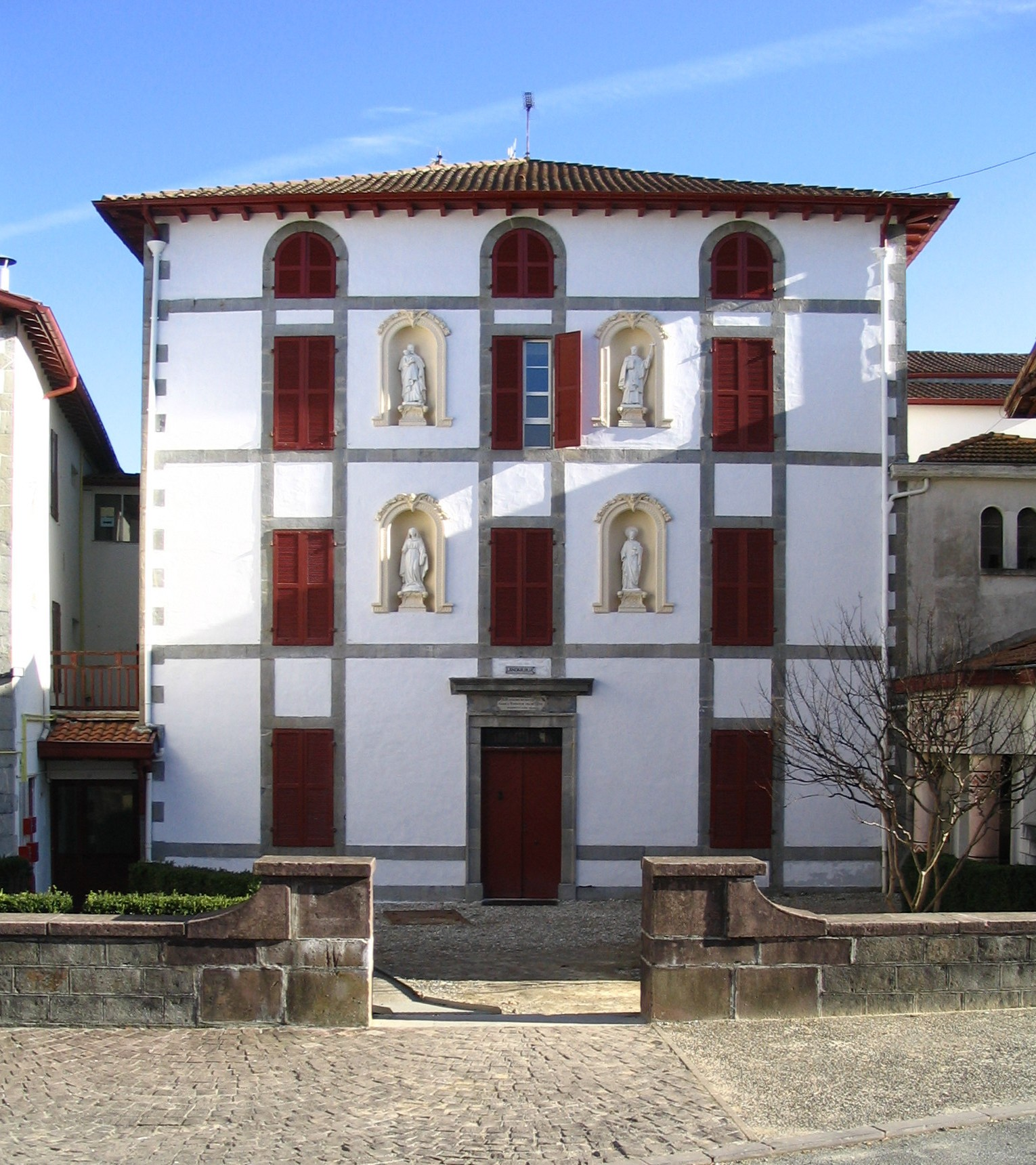
Presbyterium der Kapelle
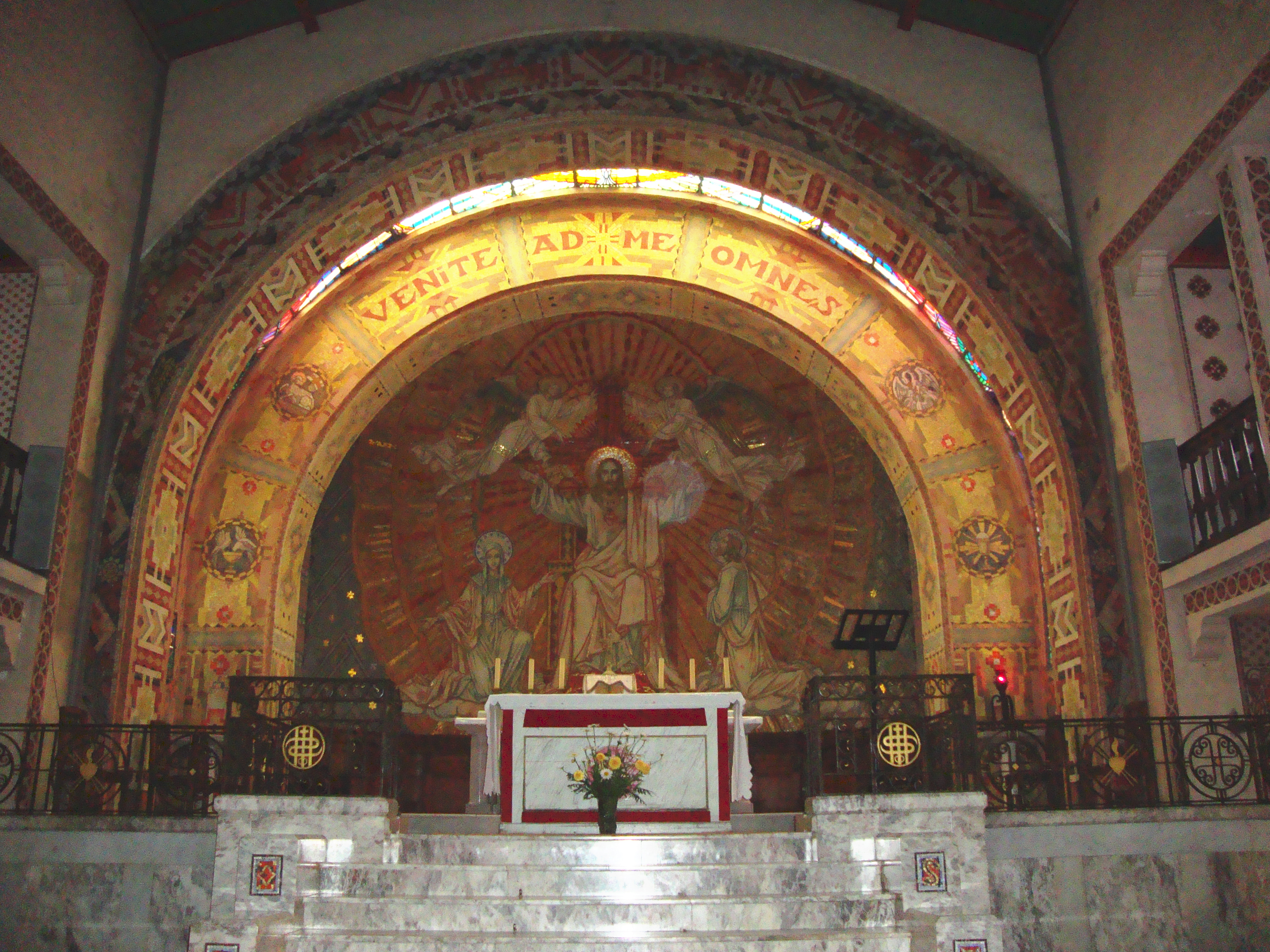
Altarraum der Kapelle
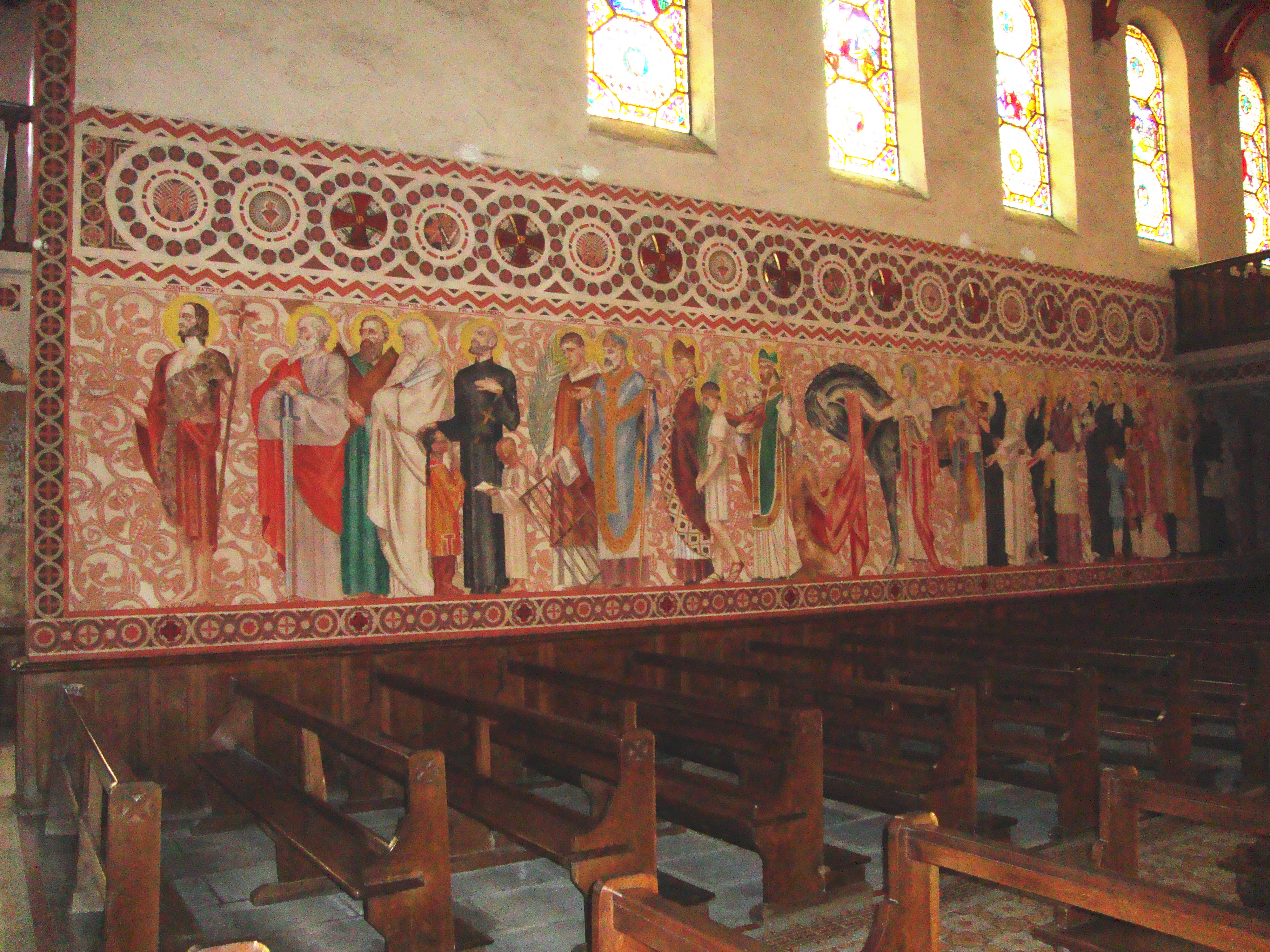
Wandmalerei in der Kapelle

- Kapelle de Elizaberri
- Maison Eihartzea
- Maison Bernatenia

## Gemeindepartnerschaften
Hasparren pflegt eine Partnerschaft mit der spanischen Gemeinde Azpeitia im spanischen Baskenland. 

## Persönlichkeiten
- Francis Jammes (1868–1938), Dichter
- Pascual Harriague (1819–1894), Winzer (Begründer des Weinbaus in Uruguay)
- Romain Sicard (* 1988), Radrennfahrer
- Michel Christian Cartatéguy (* 1951), Erzbischof von Niamey